# Henri Bellery-Desfontaines

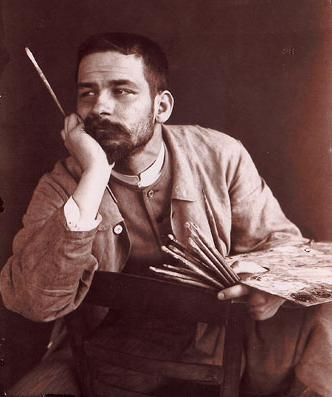
Henri Bellery-Desfontaines.

Henri Bellery-Desfontaines (1867-1909) pintor Art Nouveau francés, decorador e ilustrador de carteles, litografías, tapices, muebles, billetes de banco, etc. Creó los caracteres de imprenta Bellery-Desfontaines-large y Bellery-Desfontaines-étroit para la Fonderie G. Peignot et Fils, presentados por la firma entre 1910 y 1912.

## Carrera
En los años 1900, aparecía en París una generación de artistas noveles influenciados por corrientes artísticas como el neogótico o el simbolismo. Casi todos empezaban como pintores para más tarde dedicarse a la decoración atraídos por la idea de un arte omnipresente sin elementos de vida, un arte total. Henri Bellery-Desfontaines pertenecía a estos artistas y comenzó como pintor en el taller de Pierre-Victor Galland (1822-1892) , quien le encarga una serie de motivos decorativos para enmarcar las pinturas del Panteón de París: Maillot, Bonnat, Humbert y sobre todo Jean-Paul Laurens, quien le propone entrar en su taller en l’École des Beaux-Arts de Paris. Con él, realiza decoraciones en l'Hôtel de Ville de Paris o el Salon Lobau, también se cree que estudió con Luc-Olivier Merson (1846-1920).
Durante sus años de estudiante, comenzó a hacer ilustraciones para revistas y cuentos y en 1895, Bellery-Desfontaines se decanta rápidamente por la ilustración, probablemente por problemas financieros, y participa en la elaboración de revistas artísticas comoL’Image, L’Estampe Moderne o L’Almanach des Bibliophiles y este mismo año expone un diseño de tapicería en el salon des artistes français y paulatinamente a partir de 1900 va evolucionando hasta las artes decorativas más ambiciosas, realizando tapices y muebles gracias a ricos mandatarios y mecenas. 
Bellery-Desfontaines fue un importante artista en su época y participó de numerosos eventos como el Bal des Quat'z'Arts o el Bal de l'Internat; asimismo realizó un montón de ilustraciones, como un comodín para una baraja de la firma Fossorier Amar et Cie, una tipografía para la Fonderie G. Peignot et Fils, o los retratos de Yvette Guilbert, Mounet-Sully, etc.
Dejó tras él, una vasta producción artística ornada de motivos florales, vegetales en un montón de objetos. Al morir con 42 años, dejó numerosos proyectos inacabados.

## Páginas web
- Site officiel : biographie, photos, oeuvres
- Spécimen typographique

- Datos: Q926635
- Multimedia: Henri Bellery-Desfontaines / Q926635